# Giuseppe Bernardazzi
Pour les articles homonymes, voir Bernardazzi.
Giuseppe Bernardazzi (1816–1891) est un architecte et artiste peintre suisse.

## Biographie
Giuseppe Bernardazzi est né le 13 août 1816 à Pambio. Il étudie à l'école de dessin de Muzzano, et obtient un diplôme d'architecture de l'académie de Brera (Milan). Il part en Russie, où il travaille à Saint-Pétersbourg, Kronstadt, Moscou. Excellent dessinateur, il réalise un panorama de la ville de Saint-Petersbourg. Il retourne en Suisse en 1859.
Il meurt le 15 janvier 1891 à Lugano.
Il est le père d'Alexander Bernardazzi, lui aussi architecte.